# Margaretta
Margaretta es un género monotípico de fanerógamas de la familia Apocynaceae. Contiene una única especie: Margaretta rosea Oliv.. Es originario del África tropical. 
Está estrechamente relacionado con el género Stathmostelma.

## Descripción
Son hierbas erectas, que alcanzan los 50-70 cm de altura, ramificado de baja densidad , con látex blanco, los órganos subterráneos  en forma de tubérculos. Las hojas cortamente pecioladas;  herbáceas de 2.5-19.5 cm de largo y 0.4-2.5 cm de ancho, lanceoladas u oblongas, basalmente redondeada, el ápice agudo a acuminado, venas 5-6 pares laterales.
Las inflorescencias son extra-axilares y terminales, solitarias, pedúnculos más cortos que las hojas adyacentes, con 3-10 flores, simples, pedunculadas, casi tan larga como los pedicelos.

## Taxonomía
Margaretta rosea fue descrito por Daniel Oliver (botánico) y publicado en Transactions of the Linnean Society of London 29: 111–2, t. 76. 1875.